# جون کلاید
جون کلاید (انگلیسی: June Clyde؛ ۲ دسامبر ۱۹۰۹ – ۱ اکتبر ۱۹۸۷) یک هنرپیشه، و خواننده اهل ایالات متحده آمریکا بود.